# Logo Islands
Die Logo Islands sind eine künstliche Inselgruppe, bestehend aus zwei im Grundriss spiegelverkehrt identischen, künstlichen Inseln in Dubai in Form zweier Palmenblätter, die aus 140.000 Kubikmeter Sand aufgeschüttet wurden.
Die Inseln liegen nordöstlich (⊙) bzw. südwestlich (⊙) in einer Entfernung von rund 300 Metern vom „Stamm“ der Palm Jumeirah. Jede der Inseln ist gut einen Kilometer lang und maximal 300 Meter breit.
Das Design ist das Logo der Dubai Palm-Developers. Die beiden Inseln sind im Besitz von Scheich Muhammad bin Raschid Al Maktum.
Mittlerweile ist die vom Palmenstamm ausgehend rechte Insel bebaut und wird als Privatinsel von Muhammad bin Raschid Al Maktum genutzt.
Die vom Palmenstamm ausgehend linke Insel wurde etwas erweitert und weist somit nicht mehr das anfängliche Logo auf. Darauf befindet sich die Emaar Beachfront.